# Cantonul Louvigné-du-Désert
Cantonul Louvigné-du-Désert este un canton din arondismentul Fougères-Vitré, departamentul Ille-et-Vilaine, regiunea Bretania, Franța.

## Comune
- Louvigné-du-Désert (reședință)
- Saint-Georges-de-Reintembault
- La Bazouge-du-Désert
- Mellé
- Le Ferré
- Poilley
- Villamée
- Monthault